# Đảng Cộng sản Syria
Đảng Cộng sản Syria ( tiếng Ả Rập: الحزب الشيوعي السوري) là một đảng chính trị ở Syria được thành lập vào năm 1944 sau khi Đảng Cộng sản Syria-Lebanon chia tách thành Đảng Cộng sản Syria và Đảng Cộng sản Lebanon. 
Đảng này trở thành thành viên của Mặt trận Tiến bộ Quốc gia vào năm 1972. Đảng chia làm hai vào năm 1986 thành Đảng Cộng sản Syria (Thống nhất) và Đảng Cộng sản Syria (Bakdash).